# Cipollata
Ne doit pas être confondu avec Chipolata.
La cipollata, ou cipullata, est un plat typique d'Isernia (Molise), en Italie. Il s'agit d'une sorte d'omelette à l'oignon que, dans l'Antiquité, les femmes du village préparaient comme petit déjeuner pour leurs époux qui partaient travailler aux champs. Selon la définition de l'Accademia della Crusca, la cipollata est composée d'oignons et de potirons hachés. En fait, il existe de nombreuses variantes de ce plat dans toute l'Italie, et il est également très présent dans la cuisine paysanne toscane,.